# آستریکس در المپیک
اَستِریکس در بازی‌های المپیک (به انگلیسی: Asterix at the Olympic Games) فیلمی محصول سال ۲۰۰۸ به کارگردانی فردریک فورستر، توماس لانگمن است. این فیلم براساس ماجراهای آستریکس می‌باشد در این فیلم ژرار دوپاردیو، کلوویس کورنیلاک، بنوئیت پلورده، آلن دلون و ونسا هسلر، فرانک دیبوسک، خوزه گارسیا، استفان روسو، ژان-پیر کسل، الی سیمون و الکساندر آستیر بازی کردند.

## خلاصه داستان
در سدهٔ یک قبل از میلاد مسیح یک شاعر گالیایی به نام رُمانتیکس شیفته پرنسس یونان، ایرینا می‌شود. ایرینا که دل به او باخته مشتاقانه منتظر بازگشت اوست، تا با یکدیگر ازدواج کنند. اما زمانی که رُمانتیکس به عنوان خدمتکاری به داخل قصر نفوذ می‌کند، متوجه می‌شود که پدر ایرینا، پادشاه یونان آدرلاس، نقشهٔ دیگری در سر دارد: او می‌خواهد دخترش را به عقد پسرخوانده ژولیوس سزار، بروتوس، برساند تا از این طریق خودش را به سزار نزدیکتر کند.
گرچه ایرینا موفق می‌شود تا پدرش را راضی کند تا با ازدواج او با قهرمان بازیهای المپیک موافقت کند. علی‌هذا رُمانتیکس و بروتوس تصمیم به شرکت در مسابقات می‌گیرند. از این رو اَستِریکس و اُبِلیکس به اعانت میراکولیکس (معجزه گر) و تروبادیکس (نغمه سرای دوره‌گرد)، به یاری رُمانتیکس رهسپار یونان می‌شوند.
اما بروتوس به نیت دستکاری مسابقات به نفع رُم و بیش از آن تفوق جایگاه خودش، پا به عرصه مسابقات می‌گذارد تا از این طریق بر کرسی سزار و حکومت بر روم تکیه زند. لاجرم او تصمیم می‌گیرد تا به معاضدت معجون‌های مخترع دیوانه دکترمابوس و زیردستش ویِلوردوس، موفق به پیروزی در مسابقات و کشتن سزار گردد.